# Neotrichoporoides mediterraneus
Neotrichoporoides mediterraneus är en stekelart som beskrevs av Graham 1986. Neotrichoporoides mediterraneus ingår i släktet Neotrichoporoides och familjen finglanssteklar.
Artens utbredningsområde är:
- Bulgarien.
- Tjeckien.
- Slovakien.
- Frankrike.
- Italien.
- Madeira.
- Spanien.

Inga underarter finns listade i Catalogue of Life.